# 上杉朝定 (扇谷上杉家)
上杉 朝定（うえすぎ ともさだ）は、戦国時代の武将。扇谷上杉家の事実上最後の当主。武蔵国松山城主。

## 略歴
大永5年（1525年）、上杉朝興の子として生まれる。天文6年（1537年）4月に父が死去したため、家督を継いで当主となる。後北条氏に対抗するため、武蔵府中・深大寺に深大寺城を築いている。ところが若年の朝定が家督相続したのを好機と見た北条氏綱に、7月には河越城を攻められ、朝定は敗走して、以後は松山城を居城とした。
天文10年（1541年）、長年抗争していた宿敵・山内上杉家の上杉憲政と和睦し、北条氏康に対抗する。天文14年（1545年）には駿河国の今川義元と連携して対北条大包囲網を作る。義元が挙兵して氏康が駿河へ出陣した隙に、憲政や古河公方・足利晴氏らと連合した8万の大軍で河越城を攻める。河越城主・北条綱成の善戦に遭うものの、落城寸前にまで追い込んだ。しかし翌天文15年（1546年）4月20日、今川との戦いを収めて河越城の後詰にかけつけた氏康の奇襲に遭い、河越城の戦いで扇谷上杉軍は大敗、当主朝定は討死、他の連合軍は四散し、河越城奪還の夢は砕かれた。享年22。
ただし、朝定を誰が討ち取ったかなど、死亡状況を伝える記録が全く存在しないことから、実際には朝定が病死であった可能性も排除できず、実際の死因は不明であり、連合軍の崩壊の原因を北条軍の奇襲ではなく、朝定の突然の死に求める説もある。
朝定の死により、扇谷上杉家は断絶した。一時、扇谷家庶流筋の上杉憲勝が上杉謙信の後援により再興を図ったが、まもなく後北条氏に屈服している。

## 上杉朝定を題材にした作品
テレビドラマ
- 風林火山（2007年 NHK大河ドラマ、演：竹本純平）